# Teodor Kocerka
Teodor Kocerka, né le 6 août 1927 à Bydgoszcz, Pologne et décédé le 25 septembre 1999 à Varsovie, est un ancien sportif polonais, pratiquant l'aviron  dans la discipline du skiff.
Il fut double médaillé olympique et multiple médaillé aux Championnats d'Europe. 

## Biographie
Il navigue sous les couleurs des centres de Bydgoszcz, Szczecin et Varsovie.
Il parvient à prendre le bronze aux Jeux olympiques d'été de 1952 à Helsinki et doit se contenter de la 4e aux Jeux olympiques d'été de 1956 à Melbourne.
Il réitère sa performance olympique aux Jeux olympiques d'été de 1960 à Rome.
Par deux fois (en 1952 et 1960), il a été porte-drapeau de la délégation polonaise. 
Champion d'Europe en 1955, Vice-Champion 1952 et 1954, médaillé de bronze en 1956 et 1959, il a remporté quatre médailles dans les championnats du monde universitaire, sur deux courses à Henley, sur la Tamise, en 1955 et 1956.
Il est monté 19 fois sur la plus haute marche du podium des championnats polonais, en skiff, en couple, par quatre et par huit. 
Après la fin de carrière sportive, et pendant de nombreuses années, il a enseigné à l'Académie de l'éducation physique à Varsovie, a été entraîneur puis directeur de la formation pour le personnel de la PZTW (Polski Zwiazek Towarzystw Wioslarskich).

## Palmarès

### Jeux olympiques
En Skiff
- Helsinki 1952 :  Médaille de bronze.
- Melbourne 1956 : 4e
- Rome 1960 :  Médaille de bronze.

### Championnats d'Europe
- 1952 :  Médaille d'argent.
- 1954 :  Médaille d'argent.
- 1955 :  Médaille d'or.
- 1956 :  Médaille de bronze.
- 1959 :  Médaille de bronze.